# Відаянес
Відаянес (ісп. Vidayanes) — муніципалітет в Іспанії, у складі автономної спільноти Кастилія-і-Леон, у провінції Самора. Населення — 93 особи (2010).
Муніципалітет розташований на відстані близько 230 км на північний захід від Мадрида, 47 км на північ від Самори.

## Демографія
Динаміка населення (INE ):